# Národní park Alejandro de Humboldt
Národní park Alejandro de Humboldt (španělsky El Parque Nacional Alejandro de Humboldt) je kubánský národní park. Nachází se na východě ostrova na pomezí provincií Holguín a Guantánamo. Své jméno nese po německém přírodovědci Alexandrovi von Humboldtovi (1769 – 1859), který zkoumal a popsal mnoho druhů zdejší flory a fauny. V roce 2001 byl zapsán na seznam světového dědictví.
Různorodé topografické, geologické a krajinné podmínky (nadmořská výška od 0 metrů nad mořem až k 1100 m n. m.) umožnily, že na území parku je zastoupeno mnoho ekosystému (pobřežní mangrovové porosty, deštný les atd). Vysoká biodiverzita se týká jak fauny, tak flory. V národním parku roste i mnoho endemických rostlin. Právě pro svoji biodiverzitu a endemismus je Alejandro de Humboldt považován za jeden z nejvýznamnějších národních parků tropického pásu na západní polokouli.